# X (album Klausa Schulzego)
"X" (z podtytułem Sechs Musikalische Biographien) – dziesiąty album studyjny Klausa Schulzego, wydany we wrześniu 1978 roku w Niemczech nakładem wytwórni Brain. Wielokrotnie wznawiany, w tym 31 stycznia 2005 roku nakładem Revisited Records jako podwójny CD z dodatkowym, wcześniej niewydanym utworem.

## Album

### Historia
Na swoim dziesiątym albumie Schulze dokonał połączenia muzyki elektronicznej z muzyką klasyczną poprzez wprowadzenie orkiestry smyczkowej. Jak sam stwierdził: „Fakt, że na płycie „X” gra orkiestra smyczkowa, nie jest czymś, czego z pewnością można by się spodziewać po utworach elektronicznych. Ale to miało sens. Ponieważ syntezatory są urządzeniami rozwijającymi własne barwy, nie zastępują instrumentów klasycznych”. Wspomniana orkiestra to Hessischer Rundfunk, składająca się z 8 skrzypiec, 3 altówek i 3 wiolonczel oraz kontrabasu, dyrygowana przez wiolonczelistę Wolfganga Tiepolta w utworze „Ludwig II Von Bayern”; sam Tiepolt zagrał w utworze „Heinrich von Kleist” oraz poprowadził inną orkiestrę w utworze „Objet D'Louis”, wykonanym w 1978 roku, ale opublikowanym dopiero w 2005 roku, na zremasterowanej i rozszerzonej wersji albumu. Wśród muzyków zaproszonych do realizacji albumu znalazł się ponadto perkusista Harald Grosskopf oraz skrzypek B. Dragic (zagrał w utworze „Friedemann Bach”).
Tematyka albumu to muzyczne portrety sześciu postaci: kompozytora Wilhelma Friedemanna Bacha, króla Bawarii Ludwika II, filozofa Friedricha Nietzschego, poety Georga Trakla oraz pisarzy Heinricha von Kleista i Franka Herberta.

### Lista utworów
Lista i informacje według Discogs:
Seite 1
| 1. | Friedrich Nietzsche | 24:15 |
|    |                     |       |
| 2. | Georg Trakl         | 5:25  |
|    |                     |       |
|    |                     | 29:40 |
|    |                     |       |
Seite 2
| 1. | Frank Herbert   | 10:42 |
|    |                 |       |
| 2. | Friedemann Bach | 18:02 |
|    |                 |       |
|    |                 | 28:44 |
|    |                 |       |
Seite 3
| 1. | Ludwig II. Von Bayern | 28:40 |
|    |                       |       |
|    |                       | 28:40 |
|    |                       |       |
Seite 4
| 1. | Heinrich Von Kleist | 29:32 |
|    |                     |       |
|    |                     | 29:32 |
|    |                     |       |

### Informacje
- Klaus Schulze – kompozycja, aranżacja, nagranie, miksowanie, produkcja, informacje na okładce, instrumenty: syntezatory (Big Moog, Ppg Synthesizer i sekwencer, 3 Minimoogi, Arp Odyssey, Korg Polyphonic, Polymoog, Synthi A), melotron, perkusja, efekty (Revox Echo „Tochter der Stimme”, Akg Bx 20 Hall, głośniki i wzmacniacze Dynacord)
- Harald Grosskopf – perkusja
- nagrane w Studio Panne-Paulsen, Frankfurt
- zdjęcia – Blanche, Guido harari, K. D. Mueller
- okładka – K. D. Mueller
- do albumu dołączono 16-stronicową książeczkę
- dedykacja: „To dzieło jest dedykowane jakże ukochanym syntezatorom”

### Wznowienie (2005)
Album został wydany ponownie 31 stycznia 2005 roku nakładem Revisited Records jako 2 CD z dodatkowym utworem.
Kolejne wznowienie (tej samej wersji) pojawiło się 26 sierpnia 2016 roku nakładem niemieckiej wytwórni MIG (Made In Germany), specjalizującej się we wznowieniach.
CD 1
| 1. | Friedrich Nietzsche | 24:50   |
|    |                     |         |
| 2. | Georg Trakl         | 26:04   |
|    |                     |         |
| 3. | Frank Herbert       | 10:51   |
|    |                     |         |
| 4. | Friedemann Bach     | 18:00   |
|    |                     |         |
|    |                     | 1:19:45 |
|    |                     |         |
CD 2
| 1. | Ludwig II Von Bayern | 28:39   |
|    |                      |         |
| 2. | Heinrich Von Kleist  | 29:32   |
|    | Bonus Track:         |         |
| 3. | Objet D'Louis        | 21:32   |
|    |                      |         |
|    |                      | 1:19:43 |
|    |                      |         |

### Informacje
Utwór „Georg Trakl” pojawił się w rozbudowanej wersji. Dodatkowe nagranie, „Objet D'Louis”, jest koncertową wersją „Ludwig II Von Bayern”, wykonaną we wrześniu 1978 roku przez orkiestrę złożoną z młodych belgijskich muzyków.
- Klaus Schulze – te same instrumenty co na oryginalnym wydaniu z 1978 roku oraz: tom-tomy w: „Friedemann Bach” i „Heinrich Von Kleist”, talerze w „Heinrich Von Kleist”
- Harald Grosskopf – perkusja
- B. Dragic – skrzypce, solista w: „Friedemann Bach”
- Wolfgang Tiepold – wiolonczela w: „Heinrich Von Kleist”, dyrygent w: „Ludwig II Von Bayern” i „Objet D'Louis”
- Klaus D. Müller – producent wznowienia, zdjęcia
- Michael Schmitz – koordynator wznowienia
- Thomas Ewerhard – layout wznowienia
- Albrecht Piltz – tekst wywiadu z Klausem Schulzem specjalnie dla tego wydania, listopad 2004
- Markus Schurr, Nigel Pemberton – tłumaczenia tekstów niemieckich na angielski w książeczce dołączonej do albumu

## Opinie krytyków
W ocenie Mike’a DeGagne z AllMusic X „jest jednym z bardziej kompletnych albumów w jego [Schulzego] karierze, ponieważ jego długość i kombinacje instrumentalne tworzą wielowymiarowe dzieło elektroniczne”. Autor wyróżnia utwór „Friedrich Nietzsche”, który jest „najbardziej żywym z całej szóstki, niosącym złożoną, ale atrakcyjną aurę. 24 minuty tej syntezatorowej podróży obejmują pomysłowe rzeźbienie przy użyciu zarówno Mooga, jak i mellotronu”.
Zdaniem Thoralfa Koßa z Musikreviews.de Klausowi Schulzemu na X „rzeczywiście udało się nadać tym niezwykłym postaciom historycznym charyzmatyczne, dźwięczne i odpowiednie brzmienie i w ten sposób postawić im pomnik w muzyce elektronicznej. Ale Schulze z pewnością postawił sobie pomnik tą płytą! „X” to jeden z absolutnych, jeśli nie najbardziej absolutny hit w ponad 45-letnim katalogu muzyki elektronicznej całej epoki Klausa Schulzego” – podsumowuje autor.